# Шакшука
Шакшука је јело од јаја у сосу од парадајза, маслиновог уља, паприке, лука и белог лука, обично зачињено кимом и бибером. Шакшука је популарно јело широм Северне Африке и Блиског истока.

## Етимологија
Шакшука је реч за "мешавина" на алжирском арапском и на туниском арапском.

## Историја
Гил Маркс, иако примећује неке сличности са менеменом, сугерише да је шакшука еволуирала од јела која се проширила на Магреб под утицајем Османског царства. Ентони Бучини је приметио сличности између ширег спектра чорба од поврћа. Он и Ноам Сиена закључују да су и шакшука и менемен, између осталих јела као што су пиперада и рататуј, чланови шире породице чорба од поврћа заједничког порекла које се појављују широм западног Медитерана.
Миграција Магреби Јевреја 1950-их довела је ово јело у Израел, где је касније широко прихваћено упркос томе што раније није било присутно у палестинској или левантинској кухињи. Шакшука је почела да се појављује у израелским ресторанима 1990-их.

## Варијације
Могуће су многе варијације основног соса, различитих зачина и слаткоће. Неки кувари додају конзервирани лимун, слане сиреве од овчијег млека, маслине, харису или зачињену кобасицу као што су ћоризо или мергуез. Шакшука се прави од јаја, која се обично пеку, али се могу и пржити, као у турском менемену.
У Алжиру, шакшука се обично једе као прилог, а постоји безброј варијација, свака са својом јединственом мешавином састојака. У Тунису се ужива у сличном јелу званом слата мешуја.
Неке варијације могу се направити од јагњећег меса, целих зачина, јогурта и свежег зачинског биља. Зачини могу укључивати млевени коријандер, ким, паприку, ким и кајенски бибер. Туниски кувари могу у јело додати кромпир, пасуљ, артичоке или тиквице. Северноафричко јело матбукха може се користити као основа за шакшуку.
Пошто су јаја главни састојак, често се појављују на јеловницима за доручак у земљама енглеског говорног подручја, али у арапском свету, као и у Израелу, такође је популаран вечерњи оброк. Као прилог се може послужити кисело поврће и кобасица која се зове мергуез, или једноставно хлеб, уз чај од нане.
У јеврејској култури, велика серија чорбе од парадајза може се направити у петак за вечеру, а остаци се користе у недељу ујутру да се направи шакшука за доручак са јајима. У андалузијској кухињи, јело је познато као huevos a la flamenca; ова верзија укључује ћоризо и серано шунку. У италијанској кухињи постоји верзија овог јела која се зове uova in purgatorio која додаје бели лук, босиљак или першун.